# Maximiliane Wilkesmann

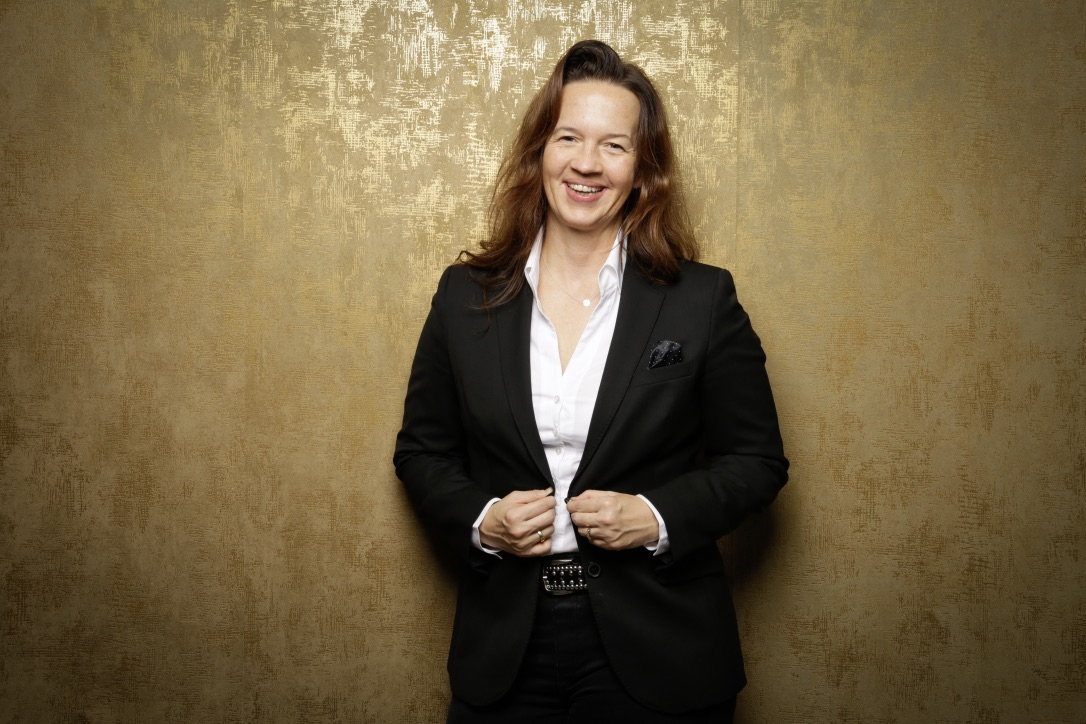
Maximiliane Wilkesmann (2019)

Maximiliane Wilkesmann (* 15. Mai 1975 in Düsseldorf) ist eine deutsche Soziologin und Professorin für Arbeits- und Organisationssoziologie  an der Technischen Universität Dortmund.

## Werdegang
Maximiliane Wilkesmann absolvierte im Jahr 2001 ihr Bachelorstudium (Soziologie, Sozialpsychologie/-anthropologie und pädagogische Psychologie mit dem Schwerpunkt Mediendidaktik) an der Ruhr-Universität Bochum. Im Jahr 2004 schloss sie das Masterstudium der Sozialwissenschaften mit dem Studienschwerpunkt Dienstleistungsmanagement ebenfalls an der Ruhr-Universität Bochum ab. Im Februar 2009 wurde sie dort mit ihrer Dissertation Wissenstransfer im Krankenhaus. Institutionelle und strukturelle Voraussetzungen zur Dr. rer. soc. promoviert. Im November 2010 wurde sie auf die Juniorprofessur für Soziologie an die Wirtschafts- und Sozialwissenschaftlichen Fakultät der Technischen Universität Dortmund berufen und im Jahr 2013 wiederberufen. Von 2015 bis 2018 vertrat sie an der Wirtschaftswissenschaftlichen Fakultät der Technischen Universität Dortmund den Lehrstuhl Wirtschafts- und Industriesoziologie. Ende 2018 wurde Maximiliane Wilkesmann zur außerplanmäßigen Professorin am Institut für Soziologie an der Technischen Universität Dortmund ernannt. 2019 vertrat sie ebendort den Lehrstuhl Sozialstruktur und Soziologie alternder Gesellschaften. Im Sommer 2019 wurde sie in das Heisenberg-Programm der Deutschen Forschungsgemeinschaft (DFG) aufgenommen und 2020 auf die Heisenberg-Professur Arbeits- und Organisationssoziologie an der Technischen Universität Dortmund berufen.

## Auszeichnung
- 2018: René-König-Lehrbuchpreis der Deutschen Gesellschaft für Soziologie (DGS)[4]

## Ausgewählte Publikationen
- Maximiliane Wilkesmann, Uwe Wilkesmann: Nicht nur eine Frage des guten Geschmacks! Die Organisation der Spitzengastronomie. Springer Fachmedien, Wiesbaden 2020, ISBN 978-3-658-30544-4.
- Nichtwissen stört mich (nicht): Zum Umgang mit Nichtwissen in Medizin und Pflege. Springer Fachmedien, Wiesbaden 2019, ISBN 978-3-658-22009-9.
- Caroline Ruiner, Maximiliane Wilkesmann: Arbeits- und Industriesoziologie. UTB, Stuttgart 2016, ISBN 978-3-8252-4652-5.
- Uwe Wilkesmann, Maximiliane Wilkesmann, Alfredo Virgillito, Tobias Bröcker: Erwartungen an Interessenvertretungen. edition sigma, Mannheim 2011, ISBN 978-3-8360-8726-1.
- Maximiliane Wilkesmann: Wissenstransfer im Krankenhaus: institutionelle und strukturelle Voraussetzungen. Springer VS, Wiesbaden 2009, ISBN 978-3-531-16735-0.